# Kamienica Pieniążków w Przeworsku
Kamienica Pieniążków w Przeworsku – zabytkowy, secesyjny budynek, znajdujący się przy ul. Marii Konopnickiej 6 w Przeworsku.
Budynek wzniesiony został w latach 1926–1928 przeworski adwokat Leon Pieniążek. Od 1964 obiekt jest własnością Polskiego Towarzystwa Turystyczno-Krajoznawczego. 
W obiekcie mieści się Muzeum Społeczne PTTK w Przeworsku. Ma tutaj swoją siedzibę przeworski Oddział PTTK i Towarzystwo Miłośników Przeworska i Regionu.
Na elewacji kamienicy umieszczona jest tablica poświęcona Marii Konopnickiej.